# Yentl
Yentl es una película musical estadounidense dirigida, protagonizada y coproducida por Barbra Streisand, que se estrenó el 18 de noviembre de 1983. Está basada en la obra teatral homónima de Leah Napolin e Isaac Bashevis Singer, que a su vez se basa en el cuento de Singer Yentl the yeshiva boy (Yentl, el chico de la Yeshivá). La música y las canciones del musical fueron compuestas por Michel Legrand, debiendo gran parte de su éxito a canciones memorables como "Papa, can you hear me?" y "The way he makes me feel", ambas interpretadas por Streisand. 

## Argumento
Yentl es una muchacha judía que vive con su anciano padre, el rabino de un pueblo en la Europa Oriental de principios del siglo XX. Yentl está muy interesada en los estudios pero en su época la educación superior está vetada a las mujeres, aunque su padre le permite estudiar las escrituras a escondidas. Cuando su padre muere repentinamente, Yentl tiene la ocurrencia de cortarse los cabellos y vestirse de chico para irse a estudiar a una escuela talmúdica.
Por el camino encuentra a un grupo de estudiantes que le aconsejan ir a su escuela en Bychawa, cerca de Lublin, porque tiene los mejores profesores y Yentl se une a ellos. Pronto, uno de los estudiantes veteranos, Avigdor, se convierte en su amigo y protector, ya que Yentl le recuerda a su hermano pequeño. Yentl se siente feliz en el ambiente académico y enseguida destaca en sus estudios. Sobre todo disfruta de las interminables discusiones sobre detalles legales del Talmud con el bello Avigdor, del que empieza a enamorarse. Pero el estar fingiendo ser un chico, con el nombre de Anshel, le impide revelar sus sentimientos. Por su parte Avigdor está enamorado de su prometida, Hadass, pero la tragedia se cierne sobre la pareja cuando la familia de Hadass descubre que el hermano de Avigdor se había suicidado, por lo que cancelan la boda por considerar marcada a la familia de Avigdor.
Avigdor se siente desolado y le pide a su amigo Anshel que vaya a consolar a su amada Hadass. A sus padres, que están deseosos de casarla inmediatamente, se les ocurre que Anshel es un buen partido, e incluso a Avigdor le parece una buena idea, ya que dice que si no puede ser para él, casándose con su mejor amigo no la perderá del todo. Yentl no puede aducir ninguna excusa válida para evitar el matrimonio sin descubrirse y así se encuentra prometida en matrimonio sin proponérselo. La ceremonia del matrimonio se celebra, y entonces Yentl se pasa días dando excusas para no consumarlo, pero cuando finalmente se ve acorralada se confiesa ante Avigdor. El escándalo que se desata consigue que los padres de Hadass accedan a que se una a Avigdor y Yentl decide emigrar a Estados Unidos para vivir con mayor libertad.

## Reparto
- Barbra Streisand: Yentl / Anshel
- Mandy Patinkin: Avigdor
- Amy Irving: Hadass
- Nehemiah Persoff: rabino Mendel, padre de Yentl
- Steven Hill: rabino Alter Vishkower
- Miriam Margolyes: Sarah

## Banda sonora
La banda sonora tiene música de Michel Legrand y las letras de las canciones son de Alan y Marilyn Bergman. Las canciones son las siguientes:
- Where is it written?  (¿Dónde está escrito?) - interpretada por Yentl
- Papa, can you hear me?  (Papá, ¿puedes oírme?) - Yentl
- This is one of those moments  (Éste es uno de esos momentos) - Yentl
- No wonder  (Sin duda) - Yentl
- The way he makes me feel  (El modo en que él me hace sentir) - Yentl
- Tomorrow night  (Mañana por la noche) - Yentl
- Will someone ever look at me that way?  (¿Alguna vez alguien me mirará así?) - Yentl y Hadass
- No matter what happens  (No importa lo que pase) - Yentl
- A piece of sky  (Un pedazo de cielo) - Yentl

## Premios
- Oscar 1984 a la mejor adaptación musical (Michel Legrand, Alan y Marilyn Bergman).[1]
- Golden Globe 1984 de la mejor dirección (Barbra Streisand).[1]